# Hasan wa Naimah
Hasan wa Naimah è un film del 1959 diretto da Henry Barakat.
Film debutto di Soad Hosny.

## Trama
Storia d'amore ambientata nella campagna egiziana.

## Candidature
È stato candidato all'Orso d'oro per il miglior film al 9º Festival internazionale del cinema di Berlino nel 1959.